# Barbad

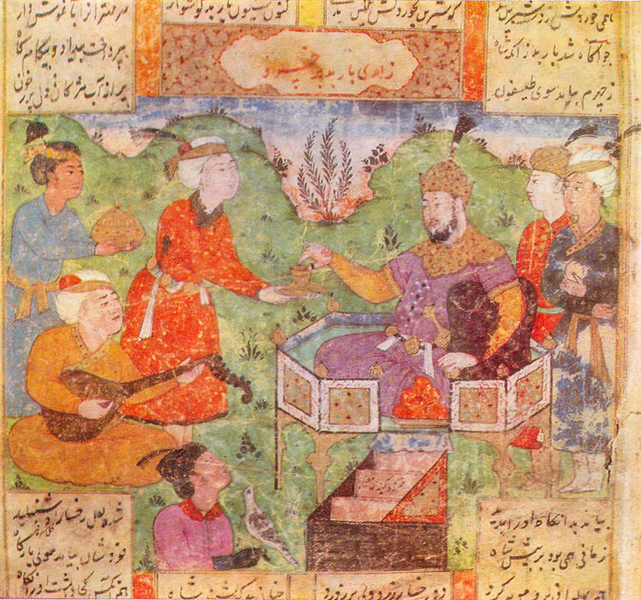
Barbad deleitando con su música a Cosroes II.

Barbad (en persa: بربد‎) o Barbad de Jahromi (en persa: باربد جهرمی‎ / باربد / باربذ) fue un músico persa de la era Sasánida, que vivió durante el gobierno de Cosroes II, 590 to 628.

## Etimología
El nombre es la pronunciación arabizada del nombre persa Pahlbod, que es probable como se lo llamara en su época.

## Biografía
Si bien según la mayoría de las fuentes, habría nacido en el poblado de Jahrom al sur de shiraz en la provincia de Fars, en algunas otras fuentes (Tha'ālibī) se lo denomina "marvi" (de Merv una ciudad del antiguo Irán). Barbad fue el más famoso y hábil músico de la corte del Imperio sasánida de Persia. Barbad es recordado en numerosos documentos y se lo menciona como un músico extraordinariamente virtuoso.
Se le da crédito por haber creado un sistema de organización musical consistente de siete "Modos reales" denominados Xosrovani (en persa: سرود خسروانى‎), treinta modos derivados denominados lahn, y 360 melodías denominadas dastan. Estas cantidad se corresponden con el calendario sasánida, en cuanto a la cantidad de días en una semana, mes y año. Se desconocen sus teorías musicales en las que se basaba su sistema modal, sin embargo los escritores han dejado una lista de estos modos y melodías. Estos nombres incluían algunas formas épicas tales como kin-e Iraj (lit. La Venganza de Iraj), kin-e siavash (lit. la Venganza de Siavash), y Taxt-e Ardashir (lit. el Trono de Ardashir) y algunos relacionados con las glorias de la corte real sasánida tal como Bagh-e shirin (lit el Jardín de Shirin), Bagh-e Shahryar (lit. el Jardín del Soberano), y haft Ganj (lit. los siete tesoros). Existen también algunas de una naturaleza descriptiva como por ejemplo la roshan cheragh (lit. luces brillantes).
Este es el sistema musical más antiguo de Medio Oriente del cual han llegado trazas hasta nuestros días. Sus efectos han perdurado hasta influir sobre los nombres que se le dan a algunos de los gooshehs actuales de los diversos dastgahs en el sistema musical persa moderno.
Según las leyendas,  fue Barbad, quien mediante una canción - casi a riesgo de su vida - informó al rey sasánida, Khosro Parviz (Cosroes II) de la muerte de  Shabdiz su caballo más querido. Según el relato de la épica Nizami Khosro y Shirin, el cortejo por parte de Khosro de Shirin comenzó cuando Shirin escuchó a Barbad cantar sobre el amor del rey por ella.
Yaqut Hamawi en Mu'jam Al-Buldan relata que Shabdiz se había enfermado y su muerte era inminente. Khosro amenazó molesto que: "Quien venga con noticias sobre la muerte de Shabdiz, será ejecutado!". Al morir Shabdiz, el escudero real (en pahlavi: ākhorsālār) le solicitó frustrado a Barbad que transmitiera las novedades a Khosro en la forma que le pareciera más apropiada y que a cambio recibiría un premio por dicha tarea. El banquete de Khosro comenzó en la forma usual, Barbad tocó su çārtār (instrumento musical de cuatro cuerdas) y tocó una melodía extremadamente melancólica. "Es que Shabdiz ha muerto?" preguntó Khosro con pesar. Barbad inmediatamente le contestó: "Eso es lo que dice usted Shahanshah!". Yaqut también cuenta que Khalid Fayyadh ha relatado esta historia mediante versos.
Otros músicos famosos qu vivieron durante la dinastía sasánida fueron: Bamshad, Nagisa (Nakisa u Onitsha), Sarkash y Ramtin.